# Gérard Saint
Gérard Saint (Argentan, 11 de juliol de 1935 - Le Mans, 16 de març de 1960) va ser un ciclista francès que fou professional de 1954 fins al moment de la seva mort, el 1960.
Gérard Saint era un corredor complet, que es desenvolupava tant en pla com en muntanya com en contrarellotge. Al Tour de França de 1959 guanya el Premi de la Combativitat, fou segon de la classificació per punts i tercer al Gran Premi de la Muntanya.
Va morir en un accident de trànsit el març de 1960. Un estadi de la seva ciutat natal porta el seu nom.

## Palmarès
- 1954
  - 1r de la final CRI del mallot dels Asos de la París-Normandia
- 1955
  - 1r del Gran Premi de França (CRI)
- 1956
  - Vencedor d'una etapa al Tour de l'Oest
- 1957
  - 1r a la Volta a Luxemburg i vencedor d'una etapa
  - 1r del Tour de l'Arieja i vencedor de 2 etapes
  - 1r del Gran Premi de Louvigné-du-Desert i vencedor d'una etapa
- 1958
  - 1r al Circuit de l'Aulne
- 1959
  - 1r a Manche-Océan
  - 1r a la Menton-Gènova-Roma
  -  1r del Premi de la Combativitat del Tour de França
  - Vencedor d'una etapa a la París-Niça-Roma
  - Vencedor d'una etapa a la Volta a Luxemburg

### Resultats al Tour de França
- 1959. 9è de la classificació general.  1r del Premi de la Combativitat